# Deutscher Bund für Bodenreform
Der Deutsche Bund für Bodenreform war ein sozialreformerischer Verein mit dem Ziel der Bodenreform. Er wurde 1898 gegründet, bereits im selben Jahr in Bund Deutscher Bodenreformer umbenannt und stellte während des Zweiten Weltkrieges (um 1942/43) seine Tätigkeit ein. Anfangs verstanden sich die deutschen Bodenreformer als Teil der internationalen Single-Tax-Bewegung des US-amerikanischen Sozialreformers Henry George.

## Geschichte
Eine Vorgängerorganisation war der Deutsche Bund für Bodenbesitzreform von 1888 unter Vorsitz von Heinrich Wehberg (1888–1890) und dem Fabrikbesitzer Heinrich Freese (1890–1898). Die neue Vereinigung wurde 1898 von Adolf Damaschke initiiert. Damaschke blieb bis zu seinem Tod 1935 Vorsitzender.
Der Bund erstrebte eine gesetzliche Reform des Bodenbesitzrechtes und der Bodenbesteuerung.
Das Programm des Vereins war:
„Der Bund Deutscher Bodenreformer sieht in der Grund- und Bodenfrage den wesentlichen Teil des sozialen Problems.
Er tritt dafür ein, daß der Grund und Boden, diese Grundlage aller nationalen Existenz, unter ein Recht gestellt werde, das seinen Gebrauch als Wohn- und Werkstätte befördert, das jeden Missbrauch mit ihm unmöglich macht, und das die Wertsteigerung, die er ohne Arbeit des einzelnen erhält, möglichst dem Volksganzen nutzbar macht.“
Adolf Damaschke hatte sich mit den spekulativen Terraingesellschaften auseinandergesetzt, die bei der Ausdehnung insbesondere von Berlin tätig waren. Wie Adolf Wagner forderte Damaschke eine Sondersteuer auf den Wertzuwachs von Grundstücken. Die durch Wertzuwachs und nicht durch Arbeit erzielten Gewinne (Rente) sollten soziales Eigentum werden. Er und der Bund der Bodenreformer forderte daher zur Abschöpfung der Rentengewinne eine Steuer auf die Grundrente. Eine solche Umverteilung des Renteneinkommens sollte die sozialen Spannungen mildern und eine Annäherung von Sozialismus und Individualismus ermöglichen.
Im Jahr 1898 zählte der Verein 140 Mitglieder. Der Höchstbestand wird auf 60.000 – 65.000 Mitglieder im Jahr 1920 geschätzt. Im Jahr 1934 gehörten ihm noch 7600 individuelle Mitglieder an. Die Mitgliedschaft setzte sich vor allem aus der Mittelschicht und dem Bildungsbürgertum zusammen. Häufig vertreten waren Lehrer, Beamte, Kommunalpolitiker, Ärzte, Geistliche, Anwälte, Journalisten und Offiziere. Hinzu kamen zahlreiche Vereinigungen, Behörden, Gemeinden und andere kollektive Mitglieder.
Die Organisation gab als Vereinsorgane die „Bodenreform – Deutsche Volksstimme“ (erschienen 1889 bis 1941) und das „Jahrbuch der Bodenreform“ (erschienen 1905–1942) heraus. Damaschke gab die bodenreformerische Broschüren-Reihe „Soziale Zeitfragen“ heraus. Es erschienen 1899 bis 1933 etwa 90 Hefte.
Politisch stand der Bund im Kaiserreich dem Nationalsozialen Verein, Teilen des Zentrums, der Nationalliberalen und der antisemitischen Deutsch-Sozialen Reformpartei nahe. Gegner waren SPD, Freisinn und die Konservativen.
In der Weimarer Republik erhielt der Bund Unterstützung aus den Parteien der Weimarer Koalition (SPD, Zentrum, DDP) und dem CSVD. Wenig Unterstützung kam von KPD, DNVP und NSDAP. Ausgesprochener Gegner war die Wirtschaftspartei.
Die Vereinigung konnte nur einige Teilerfolge erreichen. Es gelang in die Weimarer Verfassung mit dem §155 einen Bodenreformartikel durchzusetzen. Auf dessen Basis wurde 1920 das Reichsheimstättengesetz beschlossen. Aber es gelang keine grundsätzliche Umgestaltung des Bodenrechts.
Allerdings entstand während der Weimarer Republik unterstützt von Gewerkschaften und Beamtenverbänden auf Basis des Bundes Deutscher Bodenreformer als Selbsthilfebewegung die Heimstättenbewegung. Es wurden Baugenossenschaften und -sparkassen gegründet.
Weitere Unterstützer waren die Interessenorganisationen der Mieter und der Kriegsteilnehmer und Kriegshinterbliebenen.
Gegner der Bodenreformer waren der Zentralverband der deutschen Haus- und Grundbesitzer, der Bund der Landwirte und der Schutzverband für Grundbesitz und Realkredit.
Die Organisation passte sich in der Zeit des Nationalsozialismus weitgehend dem Regime an. Nach 1945 erfolgte keine Neugründung.